# Пастернак Іван
Іван Пастернак (28 червня 1876 с. Новий Павлів — 25 травня 1943 м. Біла-Підляська) — громадсько-політичний діяч Підляшшя, Холмщини, Берестейщини.

## Життєпис
Син Степана Пастернака і Прузини Стасюк.
Навчався у вчительській семінарій в Білій-Підляській. Директор шкіл у Любечі та Гадячі. Ініціатор українізації шкільництва. У 1917 закінчив курси українознавства в Києві. Член Української партії соціалістів-федералістів. У 1920 році закінчив курси підвищення кваліфікації Варшавського університету. Працював вчителем у Хорощинці. Член правління повітового Союзу вчителів загальних шкіл.
У 1922 році обраний сенатором Сейму з виборчого списку Блоку національних меншин № 16 у Берестейській окрузі Поліського воєводства № 59. Член Українського парламентарного клубу. Ініціатор проведення посольських віче в Пинську, Кам'янці, Жабинці та інших місцевостях Поліського воєводства.
Голова товариства Рідна Хата (23 листопада 1924  — 15 травня 1927, травень 1928). Член головної шкільної ради. Учасник третього з'їзду волинських Просвіт у Рівному 26 травня 1926 р. У червні 1938 року очолив делегацію до Міністерства віровизнання і освіти в справі руйнування православних церков на Південному Підляшші і Холмщині.
З 1939 року голова Українського допомогового комітету в Білій з делегатурами в Тересполі, Янові, Вишничах. Голова ревізійної комісії Підляського союзу українських кооперативів.

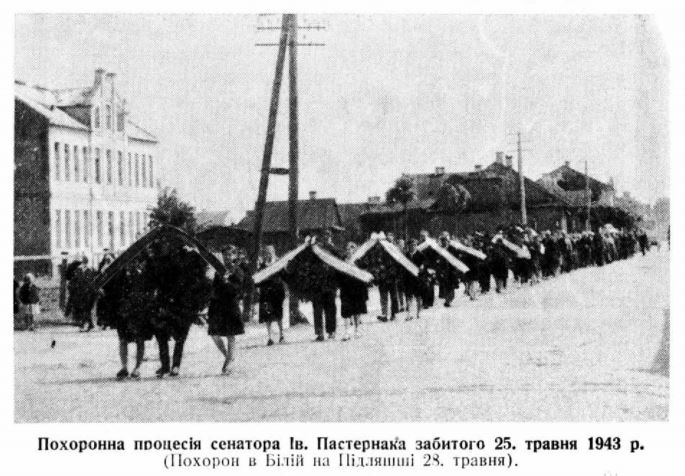
Похоронна процесія сенатора Івана Пастернака в Білій, 28 травня 1943 року.

## Обставини смерті
Помер у шпиталі після смертельного поранення двох куль з револьвера, отриманого на порозі власної хати в Хорощинці від двох невідомих нападників польської національності. Похований на православному кладовищі в Білій. До кінця не з'ясованим лишається чи була смерть Івана Пастернака виконанням вироку суду Армії Крайової, або самосудом унаслідок особистої помсти.